# بابی بارنز
بابی بارنز (انگلیسی: Bobby Barnes؛ زادهٔ ۱۷ دسامبر ۱۹۶۲) بازیکن فوتبال اهل بریتانیا است.
از باشگاه‌هایی که در آن بازی کرده‌است می‌توان به باشگاه فوتبال پیتربورو یونایتد، باشگاه فوتبال سوئیندون تاون، باشگاه فوتبال تورکی یونایتد، باشگاه فوتبال اسکانتورپ یونایتد، باشگاه فوتبال هندون، باشگاه فوتبال ای‌اف‌سی بورنموث، باشگاه فوتبال هنگ کنگ رنجرز، باشگاه فوتبال کترینگ تاون، باشگاه فوتبال وستهام یونایتد، باشگاه فوتبال بورنموث، باشگاه فوتبال پاتریک تیسل، و باشگاه فوتبال نورث‌همپتون تاون اشاره کرد.